# رو خانا
رو خانا (بالإنجليزية: Ro Khanna)‏‏ (13 سبتمبر 1976 في فيلادلفيا - ) محامي، وأستاذ جامعي، وكاتب، وسياسي من الولايات المتحدة.